# Charaktery
Charaktery – ukazujący się od 1997 roku polski miesięcznik popularnonaukowy poświęcony psychologii. Do 10 lutego 2020 roku wydawany przez  spółkę z o.o. „Charaktery”, od 11 lutego 2020 r. wydawcą jest Forum Media Polska Sp. z o.o. 

## Zawartość
Miesięcznik Charaktery to z założenia pismo popularyzujące wiedzę psychologiczną w sposób zrozumiały dla przeciętnego człowieka. Na łamach magazynu publikowane są artykuły odsłaniające zasady funkcjonowania ludzkiego umysłu, poświęcone relacjom między ludźmi, uczące poznawania własnych emocji, a także analizujące mechanizmy powstawania kryzysów i uzależnień.
W Charakterach ukazują się także porady psychologów i stały cykl przeznaczony dla dorosłych dzieci alkoholików. Miesięcznik regularnie informuje o aktualnych trendach naukowych w psychologii oraz konferencjach naukowych.

## Autorzy
Twórcą okładek Charakterów od pierwszego numeru był Rafał Olbiński, który współpracował z pismem do 2003. Z redakcją Charakterów współpracowali: Marek Binder, Bartłomiej Dobroczyński, Józef Hen, Gustaw Holoubek, Tadeusz Konwicki, prof. Ida Kurcz, Bronisław Maj, prof. Tomasz Maruszewski, Franciszek Maśluszczak, prof. Czesław Nosal, Jerzy Plutowicz, prof. Marek Ruszkowski, dr Kuba Sienkiewicz, Leszek Szaruga, prof. Krzysztof Szymborski, prof. Jerzy Vetulani, Henryk Waniek, Krzysztof Zanussi, Bartosz Żurawiecki.
Radę naukową magazynu tworzą lub tworzyli: prof. Alosza Awdiejew, prof. Jerzy Brzeziński, dr hab. Jarosław Jagieła, dr Krzysztof Jedliński, prof. Mirosław Kofta, prof. Wiesław Łukaszewski, prof. Zdzisław Jan Ryn, prof. Krystyna Skarżyńska, prof. Stanisław Żak.

## Nagrody
We wrześniu 2008 tygodnik branżowy Media i Marketing Polska przyznał miesięcznikowi Charaktery tytuł Magazynu Roku.

## Mistyfikacja Witkowskiego
W październiku 2007 dr Tomasz Witkowski, były współpracownik Charakterów, udając nieistniejącą w rzeczywistości psycholog z Francji („Renatę Aulagnier”), opublikował na łamach Charakterów artykuł pt. Wiedza prosto z pola. Artykuł był prowokacją podobną do przeprowadzonej w 1996 przez Sokala. Referat dra Tomasza Witkowskiego opisujący jego własną mistyfikację został zamieszczony w programie konferencji KUL Pogranicza nauki. Protonauka-Paranauka-Pseudonauka (15–16 listopada 2007). 25 października czasopismo podziękowało Witkowskiemu za wychwycone błędy, oznajmiając niezbędne zmiany procedur; przeprosiło też za to, że dało się wprowadzić w błąd „specjaliście od manipulacji”. Z drugiej strony Witkowski umieścił swoją akcję w ramach szerszego projektu sceptyczno-empirycznego, mającego udowadniać i zwalczać podatność współczesnej psychologii na pseudonaukowe teorie.
Jednakże jednocześnie redakcja czasopisma uznała, że działanie Tomasza Witkowskiego było niezgodne z zasadami etyki przyjętymi w nauce, w szczególności z kodeksem etyczno-zawodowym psychologa, przyjętym przez Polskie Towarzystwo Psychologiczne, na które powoływał się w opisie zdarzenia sam autor.

## Zaufany Terapeuta
W grudniu 2021 roku czasopismo powołało do życia serwis Zaufany Terapeuta. Jest to platforma internetowa, który umożliwia klientom umawianie się na wizyty do psychologów, psychoterapeutów i terapeutów oraz publikowanie o nich opinii. Serwis powstał w odpowiedzi na rosnące zapotrzebowanie ze strony pacjentów na jakościową i profesjonalną pomoc oraz samych terapeutów którzy poszukiwali miejsca skrojonego dla ich specjalizacji. W styczniu 2022 roku na portalu zarejestrowanych było już ponad 600 specjalistów zdrowia psychicznego, którzy oferują wizyty online oraz stacjonarne na terenie całej Polski.
Osoba szukająca odpowiedniego terapeuty, może skorzystać z wyszukiwarki poprzez wpisanie danych (np. nazwisko psychologa) lub obszaru specjalizacji (np. psycholog dziecięcy). Wyniki wyszukiwania można filtrować również po rodzaju terapii (dzieci, młodzież, pary itp.) oraz po jej formie – online lub w gabinecie.